# Fritz Vögtle
Fritz Vögtle (Ehingen, 8 marzo 1939 – 3 gennaio 2017) è stato un chimico tedesco, noto principalmente per le sue ricerche su chimica supramolecolare e dendrimeri.

## Biografia

Un catenano dove la mobilità degli anelli si può controllare tramite fotoisomerizzazione del gruppo azobenzene (in rosso), 1993.

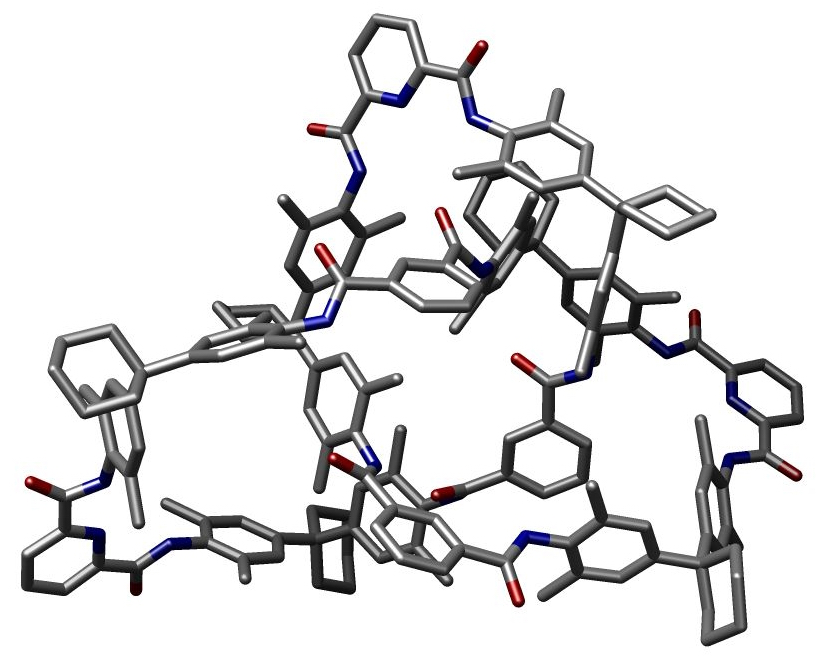
Un nodo molecolare, 2000.

Vögtle iniziò a studiare chimica all'Università di Friburgo nel 1958. Nel 1960 si trasferì all'Università di Heidelberg dove conseguì il diploma nel 1963. Solo due anni dopo, conseguì il dottorato sotto la guida di Heinz A. Staab con una tesi sulle basi di Schiff. Anche la sua abilitazione (1969) sulle interazioni steriche all'interno dei composti ciclici fu supervisionata da Staab. Nel 1970 Vögtle fu nominato professore associato all'Università di Würzburg. Nel 1975 si trasferì all'Università di Bonn come professore e direttore dell'Istituto Kekulé di chimica organica e biochimica, incarico che mantenne fino al 2006, andando in pensione come professore emerito.

## Ricerche
Vögtle ha lavorato nel campo della chimica organica e supramolecolare. Le classi di sostanze studiate comprendono ciclofani, catenani, rotassani, eteri corona, nodi molecolari. È stato inoltre il primo a descrivere nel 1978 una procedura di sintesi iterativa, creando i primi dendrimeri. Di queste sostanze furono studiate le proprietà stereochimiche e topologiche, nonché le loro capacità host-guest in chimica supramolecolare.

## Contributi
Il lavoro scientifico di Vögtle è documentato in circa 750 articoli specialistici e 24 brevetti. È inoltre autore o co-autore di vari libri, tra i quali:
- (DE) F. Vögtle, Supramolekulare Chemie: Eine Einführung, Wiesbaden, Springer, 1989, ISBN 978-3-519-03502-2.
- (DE) F. Vögtle, Cyclophan-Chemie: Synthesen, Strukturen, Reaktionen. Einführung und Überblick, Vieweg+Teubner, 1990, ISBN 978-3-519-03508-4.
- (EN) G.R. Newkome, C.N. Moorefield e F. Vögtle, Dendritic Molecules: Concepts, Syntheses, Perspectives, Weinheim, Wiley, 2008, ISBN 3-527-29325-6.
- (EN) F. Vögtle, G. Richardt e N. Werner, Dendrimer Chemistry: Concepts, Syntheses, Properties, Applications, Weinheim, Wiley, 2009, ISBN 978-3-527-32066-0.

## Riconoscimenti
Tra i principali riconoscimenti ottenuti:
- 1999 Premio Internazionale Izatt-Christensen per la chimica macrociclica e supramolecolare
- 2003 Medaglia Adolf-von-Baeyer della Società chimica tedesca